# Eastern Punjab Railway
| Eastern Punjab Railway            | Eastern Punjab Railway |
| --------------------------------- | ---------------------- |
| Wappen der Eastern Punjab Railway |                        |
| Streckenlänge:                    | 1947: 3033 km          |
| Spurweite:                        | 1676 mm (Kolonialspur) |
|                                   |                        |

Die Eastern Punjab Railway war eine Eisenbahngesellschaft in Indien und entstand 1947 nach der Unabhängigkeit und Teilung Indiens aus dem kleineren weiter zu Indien gehörenden Teil der bisherigen North Western Railway. Der größere Teil des Streckennetzes, rund 8000 km, lag dagegen nun auf dem Gebiet des neu gegründeten Staates Pakistan und wurde zur Pakistan Western Railway.
Das Unternehmen wurde nach der von der indischen Regierung 1926 eingeführten Indian Railway Classification als Eisenbahn der Klasse I eingestuft.
1952 ging die Eastern Punjab Railway zusammen mit der Jodhpur State Railway, der Bikaner State Railway und dem nördlichen Teil der East Indian Railway in der neugegründeten regionalen Northern Railway auf.